# Behnam Seraj
Pour les articles homonymes, voir Seraj.
Behnam Seraj (en persan : بهنام سراج), né le 19 juin 1971 à Abadan en Iran, est un footballeur iranien. Il évoluait au poste d'attaquant reconverti entraîneur.

## Biographie
Behnam Seraj est retenu par le sélectionneur Jalal Talebi afin de participer à la Coupe du monde 1998 organisée en France. Toutefois, il ne disputera pas une seule minute de jeu lors de cette compétition.

## Palmarès
Avec le Persépolis Téhéran FC, il est deux fois champion d'Iran en 1999 et 2000 et remporte la Coupe d'Iran en 1999.